# LT-40
LT−40 – czołg lekki konstrukcji czechosłowackiej użytkowany przez armię słowacką w czasie II wojny światowej.

## Historia powstania
W latach trzydziestych XX w. czeski przemysł zbrojeniowy otrzymał zamówienia na dostarczanie broni za granicę. Zamówienia na czołgi eksportowane za granicę realizowały firmy Škoda i ČKD. Firma ČKD produkowała lekkie czołgi klasy AH, które wysyłała do Iranu, Rumunii, Szwecji i Etiopii. Czołgi, klasyfikowane w Czechosłowacji jako lekkie, miały dwukrotnie większą masę niż czołgi klasy AH. Czołgi eksportowe produkowano w typach TNH (Iran), LTP (Peru), LHT (Szwajcaria), LTL (Litwa), LTS (Słowacja), TNH-Sv i Stvr m/41 (Szwecja).
Pod koniec lat trzydziestych Litwa postanowiła uzbroić swoją armię w czechosłowackie czołgi produkcji ČKD. Partia maszyn pod oznaczeniem LLT miała zostać dostarczona w roku 1940, jednak do tego czasu Związek Radziecki zajął Litwę i transakcja nie została zrealizowana. Nowym odbiorą została armia słowacka. 6 czerwca 1940 roku firma Orava, reprezentująca interesy firmy ČKD na Słowacji, zaoferowała swoje czołgi armii. Słowacja, zainteresowana tymi czołgami oraz bardzo podobną konstrukcją LT vz.38, postanowiła nabyć ten typ czołgu.

## LT-40 w armii słowackiej
2 sierpnia 1940 komisja słowacka rozpoczęła testy czołgu, po których zaproponowała jego włączenie do uzbrojenia słowackiej armii. W roku 1940 przekazano na Słowację 21 sztuk czołgu bez dział, karabinów, stacji radiowych i optyki. Armia słowacka oznaczyła czołg jako LT-40 i uzbroiła w broń maszynową.
W trakcie walk o Lipovec jeden czołg LT-40 został zniszczony. W okresie późniejszym pozostałe egzemplarze zostały przezbrojone w działa Škoda A7 kalibru 37 mm. Kilka czołgów LT-40 armia słowacka wykorzystała podczas ataku na Kaukaz, jednak poza jednym egzemplarzem słowackie czołgi zostały zniszczone.
Pozostałe czołgi LT-40 w 1944 roku uczestniczyły w słowackim powstaniu narodowym. Część z nich przejęła armia niemiecka a te, które pozostały w rękach powstańców, zostały zniszczone przez Niemców przy użyciu dział przeciwpancernych.
Czołg LT-40 miał taką samą konstrukcję jak lekki czołg LT vz.38 był jednak o 1/4 mniejszy. Użyto w nim jednakowego silnika, skrzyni biegów, układu kierowniczego i uzbrojenia.